# Huyện Nawabganj
Nawabganj là một huyện thuộc division Rajshahi, Bangladesh. Huyện này có diện tích 1702 km², dân số năm 2002 là 1419536 người, mật độ dân số là 834 người/km².